# Karel Moor

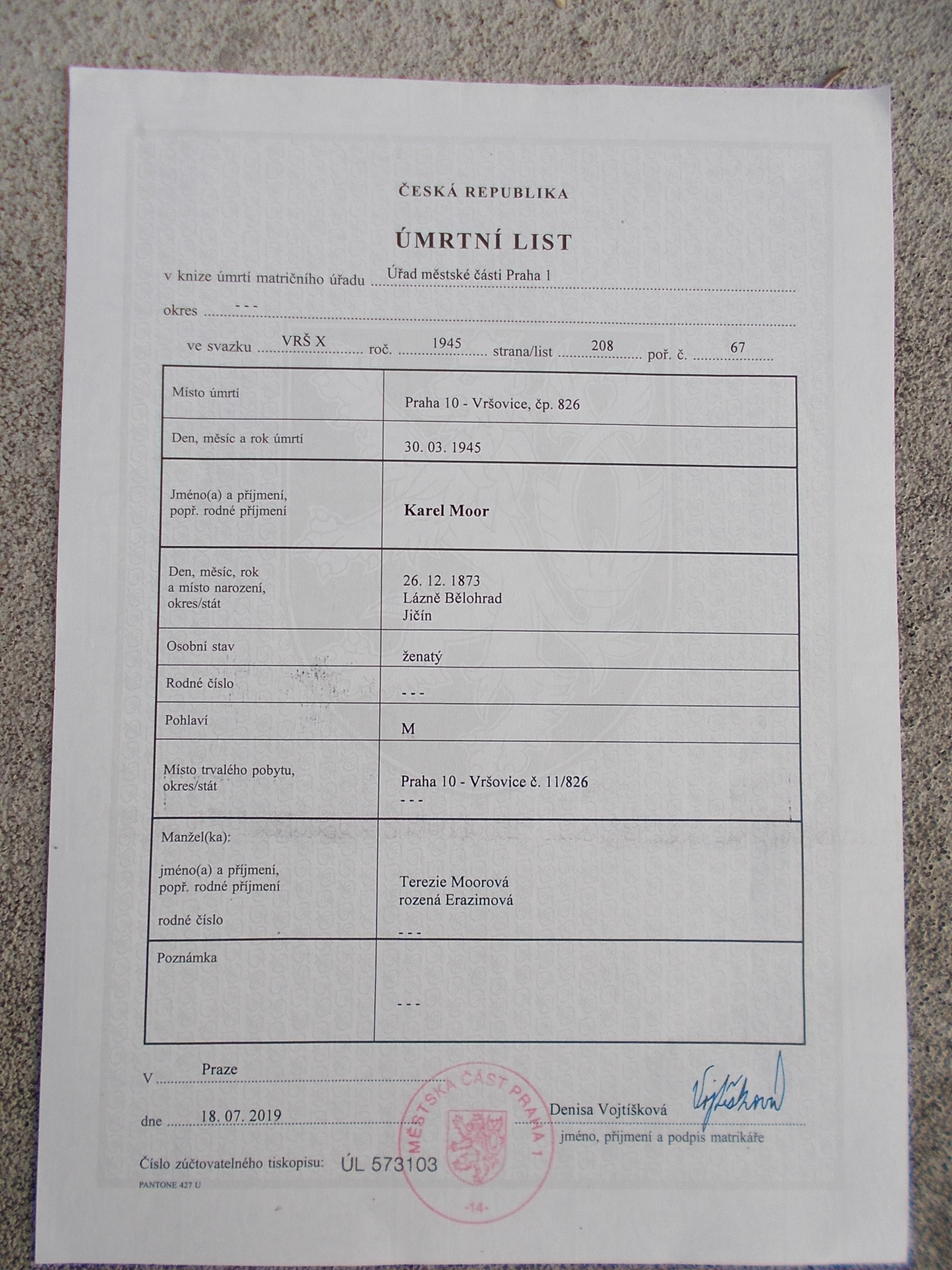
Karel Moor - úmrtní list

Karel Moor (také Mohr) (26. prosince 1873 Lázně Bělohrad – 30. března 1945 Praha) byl český skladatel, dirigent a sbormistr.

## Život
Karel Moor absolvoval pražskou varhanickou školu v roce 1895. Poté studoval zpěv, nejprve ve Vídni, později v Terstu. Začínal jako učitel zpěvu v Pardubicích a v té době také začal komponovat. Po krátkém pobytu v Praze, kde byla poprvé veřejně provedena jeho díla (symfonická báseň Polonia a Polské tance), působil v Terstu. Po návratu do Čech se stal nejprve dirigentem České filharmonie a později druhým dirigentem Národního divadla v Brně. V roce 1908 byla v tomto divadle také uvedena jeho opereta Pan profesor v pekle.
Měl zřejmě velmi neklidnou povahu, neboť v následující letech vystřídal mnoho angažmá u nejrůznějších hudebních těles, zejména v Jugoslávii (Zadar, Arbanas, Bělehrad, Štip v Makedonii, krátce zpět v Moravské Ostravě a Plzni, poté opět Sinje v Dalmácii a Sarajevo). V roce 1923 se vrátil do Prahy. Stal se kapelníkem v biografu Hvězda, dirigentem ve smíchovské Aréně, sbormistrem Ženského pěveckého sdružení a konečně instrumentátorem Československého rozhlasu.
Při příležitosti Moorových 60. narozenin jmenovalo obecní zastupitelstvo města Lázně Bělohrad Karla Moora čestným občanem města. Rodný dům mistra se nacházel na náměstí, kde mu byla 25. března 2000 odkryta pamětní deska.
"Byl slaven a zase opomíjen, žil v hojnosti a hned zase v nedostatku a existenčních starostech. V Bělohradě se cítil doma. Krásné s ním bylo posezení"(vzpomínají pamětníci).
Zemřel 30. března 1945 v Praze. Nejprve byl pohřben 5. 4. 1945 na hřbitově ve Vršovicích, 7. 10. 1945 byly na skladatelovo přání jeho ostatky uloženy na hřbitově v Byšičkách nedaleko jeho rodného města Lázně Bělohrad. O pohřbu v Byšičkách je zápis v rukopisné kronice Lázní Bělohrad a zprávy v místních časopisech, uvedených v literatuře.

## Dílo

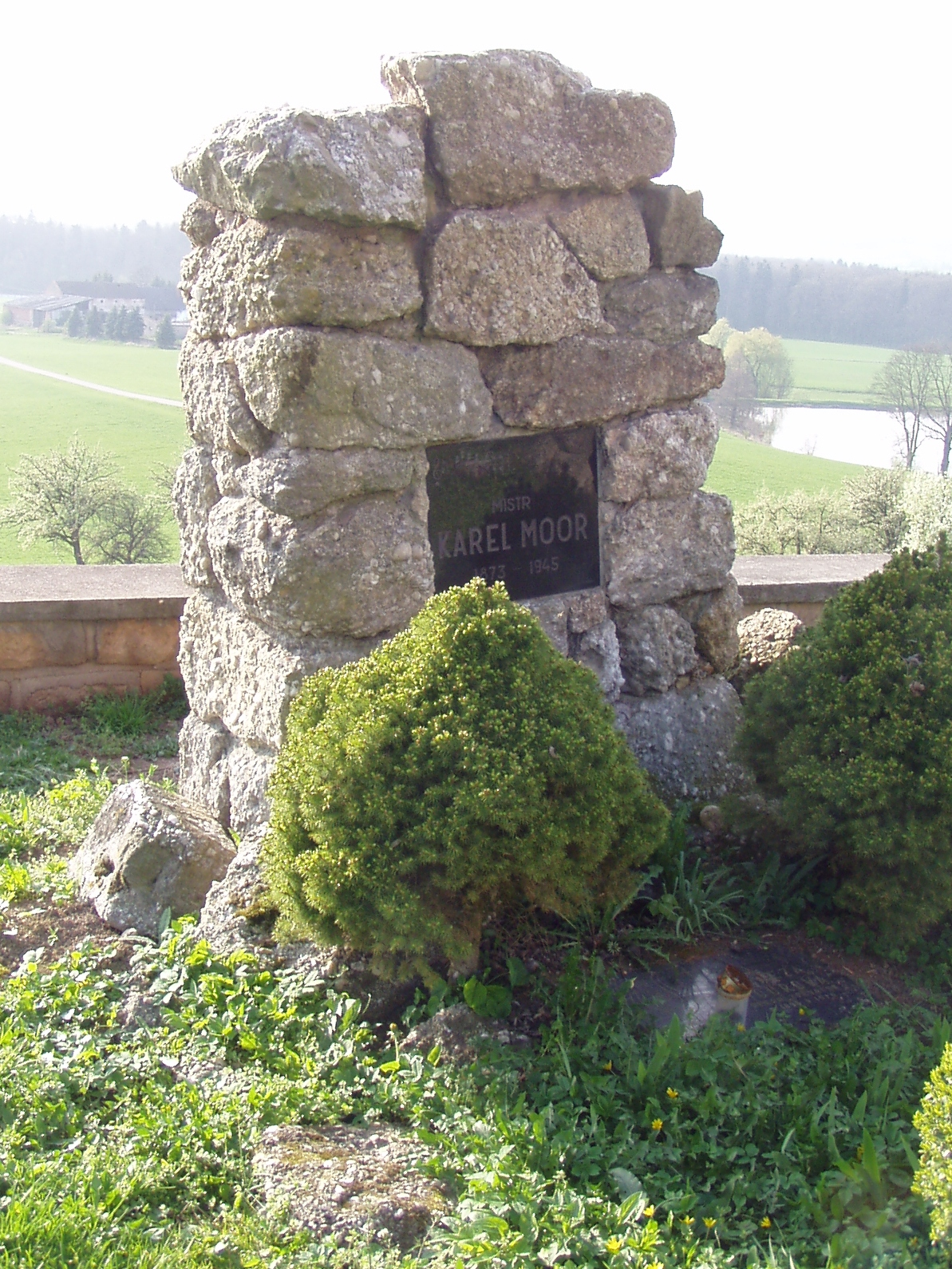
Hřbitov v Byšičkách - hrob Karla Moora

Karel Moor je jak výběrem témat, tak i hudebním zpracováním představitelem pozdního romantismu. Přestože byl skladatelem velice plodným, je většina jeho děl dnes zapomenuta. Živou zůstala patrně pouze opereta Pan profesor v pekle a orchestrální skladba Česká suita.

### Orchestrální skladby
1. Serenáda Es-dur (1897)
2. Karneval (1897)
3. České posvícení (1897)
4. Polské tance (1897)
5. Polonia (1897)
6. Tkalci (1904)
7. Potopa (1908)
8. Česká suita (1926)
9. Bělohradská suita (1928)
10. Moře
11. Requiem (pocta B. Smetanovi)

### Melodramy
1. Maryčka Magdónova (Petr Bezruč - 1905)
2. Kantor Halfar (Petr Bezruč - 1919)
3. Horská růže (Jiří Wolker)
4. Tylův sen (Em. Brožík)
5. Vidění Anežčino (J. M. Vochoč)
6. Vítězům (Otčenášek)
7. Utrpení Boha (Opočenský)
8. Kde domov můj (R. Mařík, P. Springer)
9. Slovenská balada (Karel Václav Rais)

### Kantáty a oratoria
1. Svatý Václav (1934)
2. Canticum fratris solis (1943)

### Opery
1. Rispa (podle Zeyerovy legendy, libreto Karel B. Englich – 1898)
2. Vij (podle Gogola, libreto František Khol - 1903)
3. Hjördis (podle Ibsena, libreto František Khol - 1905)
4. Panské právo (libreto Davorin Žunković – 1914 až 1916)
5. William Ratcliff (ztraceno)
6. Mistr Hanuš (1924)
7. Poslední akord (episoda ze života W. A. Mozarta, libreto Leo Pohl – 1930)

### Operety
1. Pan profesor v pekle (1898)
2. Výlet pana Broučka do Měsíce (podle Svatopluka Čecha, lib. V. Merhaut – 1909)
3. Vlkodlak (D. Žunkovič – 1908)
4. Sněška (tj. Sněhurka - 1922)
5. Děti práce (J. Balda – 1925)
6. Svatební valčík (1931)
7. W. A. Mozart (1934)

### Balety
1. Golem (1929)
2. Pan (1929)

Dále zkomponoval přes sto písní, čtyři mše a četné komorní skladby.